# Toy-Modell
Ein Toy-Modell (Spielzeugmodell) vereinfacht einen physikalischen oder mathematischen Sachverhalt so stark, dass man die wesentlichen Eigenschaften des Systems einfach verstehen oder veranschaulichen kann.